# Велс Хојт
Вилијам Велс Хојт (енгл. William Welles Hoyt; Гластонбери, 7. мај 1875 — Берлин, 1. децембар 1954) био је свестрани амерички атлетичар, учесник 1. Олимпијских игара у Атини 1986. године.
На играма је учествовао као студент Харвардског универзитета. Наступио је у две дисцилине: скок мотком и 110 м препоне. 
У дисциплини скок мотком освојио је прво место и златну медаљу са резултатом 3,30 м.
У полуфиналној трци на 110 м препоне стигао је други (иза Томаса Кертиса) и квалификовао се за финалну трку. Финална трка је била истог дана када се одржавало такмичење у скоку мотком, па је ту трку пропустио.